# Seznam italijanskih plavalcev
Seznam italijanskih plavalcev.

## B
- Ilaria Bianchi
- Federico Bocchia
- Federico Burdisso

## C
- Novella Calligaris
- Martina Caramignoli
- Martina Carraro
- Arianna Castiglioni
- Thomas Ceccon
- Matteo Ciampi
- Costanza Cocconcelli
- Ilaria Cusinato

## D
- Marco De Tullio
- Elena Di Liddo

## F
- Francesca Fangio
- Erika Ferraioli
- Domenico Fioravanti

## L
- Giorgio Lamberti

## M
- Nicolò Martinenghi
- Filippo Megli
- Emanuele Merisi
- Alessandro Miressi
- Lorenzo Mora

## O
- Marco Orsi

## P
- Margherita Panziera
- Federica Pellegrini
- Benedetta Pilato
- Alessandro Pinzuti
- Aurora Ponsele

## Q
- Simona Quadarella

## R
- Massimiliano Rosolino
- Davide Rummolo

## S
- Simone Sabbioni
- Fabio Scozzoli
- Bud Spencer

## T
- Carlotta Toni

## V
- Ivano Vendrame